# Kærlighed på bumpet vej
Kærlighed på bumpet vej er en dansk kortfilm fra 1989, der er instrueret af Carsten Fromberg efter manuskript af ham selv og Jakob Gislason.

## Handling
Den 16-årig Mik føler sig tiltrukket af den noget ældre Tinna, som flytter ind i hans opgang. Da Tinnas eks-mand dukker op, bliver der ballade.

## Medvirkende
- Sune Otterstrøm - Mik
- Pernille Højmark - Tinna
- Steen Springborg - Steff
- Augustin Kolerus - Arvid
- Birthe Neumann - Miks mor
- Jørgen Gregersen - Ingvar
- Martin Brygmann - Medhjælper
- René Dyg - Rod
- Emil Ulrik - Rod
- Jakob Gislason - Vicevært